# Pavel Šivic

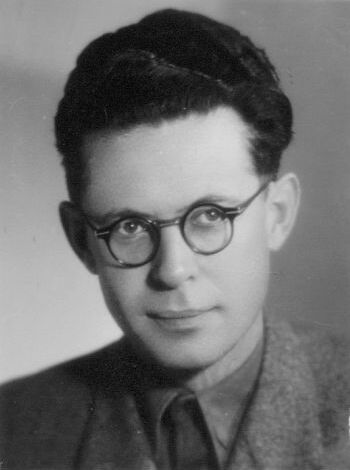
Pavel Šivic

Pavel Šivic (* 2. Februar 1908 in Radovljica; † 31. Mai 1995 in Ljubljana) war ein jugoslawischer bzw. slowenischer Komponist.

## Leben
Neben Germanistik an der Universität Ljubljana studierte Pavel Šivic am Konservatorium von Ljubljana Klavier bei Janko Ravnik und Komposition bei Slavko Osterc, danach 1931–1933 am Prager Konservatorium bei Vilém Kurz, Josef Suk und Alois Hába. Nach Ljubljana zurückgekehrt, arbeitete er als Kompositionslehrer am Konservatorium, Konzertpianist und Liedbegleiter. Während des Zweiten Weltkriegs geriet er zunächst in deutsche, später italienische Kriegsgefangenschaft. Nachdem ihm 1943 die Flucht gelungen war, schloss er sich den Partisanen an.
Nach Kriegsende wirkte Šivic als Komponist, Pianist und in verschiedensten organisatorischen Funktionen im Musikleben. Besonders engagierte er sich im Bereich der Musikerziehung in Slowenien. Er war langjähriger Musikkritiker für die slowenische Tageszeitung Delo und Sendungsgestalter beim Slowenischen Rundfunk. Er war mit Lidija Marija Pokorn (1926–2000) verheiratet, mit der er die Töchter Kaja und Monika hatte. Pavel Šivic starb am 31. Mai 1995 in Ljubljana und wurde auf dem dortigen Friedhof Žale bestattet.

## Werke (Auswahl)

### Bühne
- Oj, ta prešmentana ljubezen (Oh, diese verfluchte Liebe). Operette in drei Akten (1931)
- Ein Ereignis in der Stadt Gogi . Ballett (1967)
- Die Rückkehr des Cortez. Oper in drei Akten nach dem Hörspiel von Andrej Hieng (1971)[2][3]
- Morgendämmerung. Oper in einem Akt nach Branko Šömen (1979)
- Das Einhorn. Oper in drei Akten nach dem Drama von Gregor Strniša (1981)[4]
- Bestrafte Neugier. Kinderoper in einem Akten (1988)
- Ein Kartenhaus. Oper (1989)

### Orchester
- Alternationen (1963)
- Reminiszenzen. Rondo für drei Orchestergruppen (1978–1979)
- 3. Sinfonie (1987–1988)
- Triade (1991)

### Soloinstrument und Orchester
- Divertimento für Klavier und Orchester (1949)
- Emotions fugatives für Klavier und Orchester (1969)
- Musique concertante für Posaune und Orchester (1969)
- Dialoge für Oboe und Streichorchester (1971)[5]
- Konzert für Klavier und Orchester (1972)
- Konzert für Violine und Orchester (1974)
- Konzert für Violoncello und Orchester (1981)
- Konzert für Orgel und Orchester (1982)
- Konzert für Flöte und Orchester (1984)
- Konzert für Trompete und Orchester (1989)

### Ensemble
- Musique pour 15 (1968)
- Sinfonia di tre regine für 16 Instrumente (1975)

### Duos und Kammermusik
- Sonatine für Violoncello und Klavier (1939)
- Istrische Suite für Violine und Klavier (1940)
- Bläsertrio (1947)
- Sonate für Violine und Klavier (1956)
- Interpunktionen für Klarinette, Klavier und Xylophon (1965)
- Preludio, interludio e postludio für Violoncello und Klavier (1969)
- Diptychon für Flöte, Streichquartett und Schlagzeug (1973)
- Les caracteres für Flöte und Schlagzeug (1973)
- Drei Konzertstücke für Oboe und Klavier (1981)
- Suite für Altsaxophon und Klavier (1981)
- Reliefs für Streichquartett, Klavier und Schlagzeug (1992)

### Klavier solo
- Dodekaphone Suite (1937)
- Espressivo und Burleske (1940)
- Sonate (1948)
- Improvisationen (1950)
- Sieben Bagatellen (1956)
- Monsieur Solfasi pathétique et Madamme Dolare caprisieuse (1960)
- Wechsel (Metamorphosen) (1989)
- Hommage an Arnold Schönberg (1989)

### Vokalmusik
- Festliches Präludium für Chor und Orchester (1949)
- Rote Wolken für zwei Gesangsstimmen und Orchester (1959)
- Požgana vas. Kantate für Soli, Chor und Orchester (1961)
- Beschwörungen für Mezzosopran oder Bariton und Orchester (1965)
- Von Schwelle zu Schwelle für Mezzosopran und Streichorchester (1971)
- Gerüchte für Bariton, Chor und Kammerensemble (1972)
- Intima. Kantate (1979)
- Es ist schwer, das richtige Wort zu finden. Kantate (1985)
- Ode an den Alltag (1991)

Weiters Chorsätze, Liederzyklen, Partisanenlieder, Musik für Schauspiel und Film.